# Noto
Noto [ˈnɔːto] ist eine Stadt im Freien Gemeindekonsortium Syrakus in der Region Sizilien in Italien mit 24.412 Einwohnern (Stand 31. Dezember 2023).
Noto ist eine der spätbarocken Städte des Val di Noto, die von der UNESCO zum UNESCO-Welterbe erklärt worden sind.

## Lage und Daten
Noto liegt 35 Kilometer südwestlich von Syrakus am Südrand der Monti Iblei auf 159 m s.l.m. Die Einwohner arbeiten hauptsächlich in der Landwirtschaft, in der Industrie und im Tourismus.
Der Bahnhof liegt an der Bahnstrecke Canicattì–Syrakus und die Stadt ist mit einer Ausfahrt an der Autobahn A18 an das italienische Autobahnnetz angeschlossen.
Noto ist Bischofssitz des Bistums Noto.
Mit einer Fläche von 550,86 km² ist Noto die flächenmäßig viertgrößte Gemeinde Italiens und umfasst neben der Kernstadt unter anderem die Stadtteile Marina di Noto, San Corrado di Fuori und Testa dell’Acqua und San Lorenzo.
Die Nachbargemeinden sind Avola, Canicattini Bagni, Ispica (RG), Modica (RG), Pachino, Palazzolo Acreide, Rosolini und Syrakus.

## Geschichte

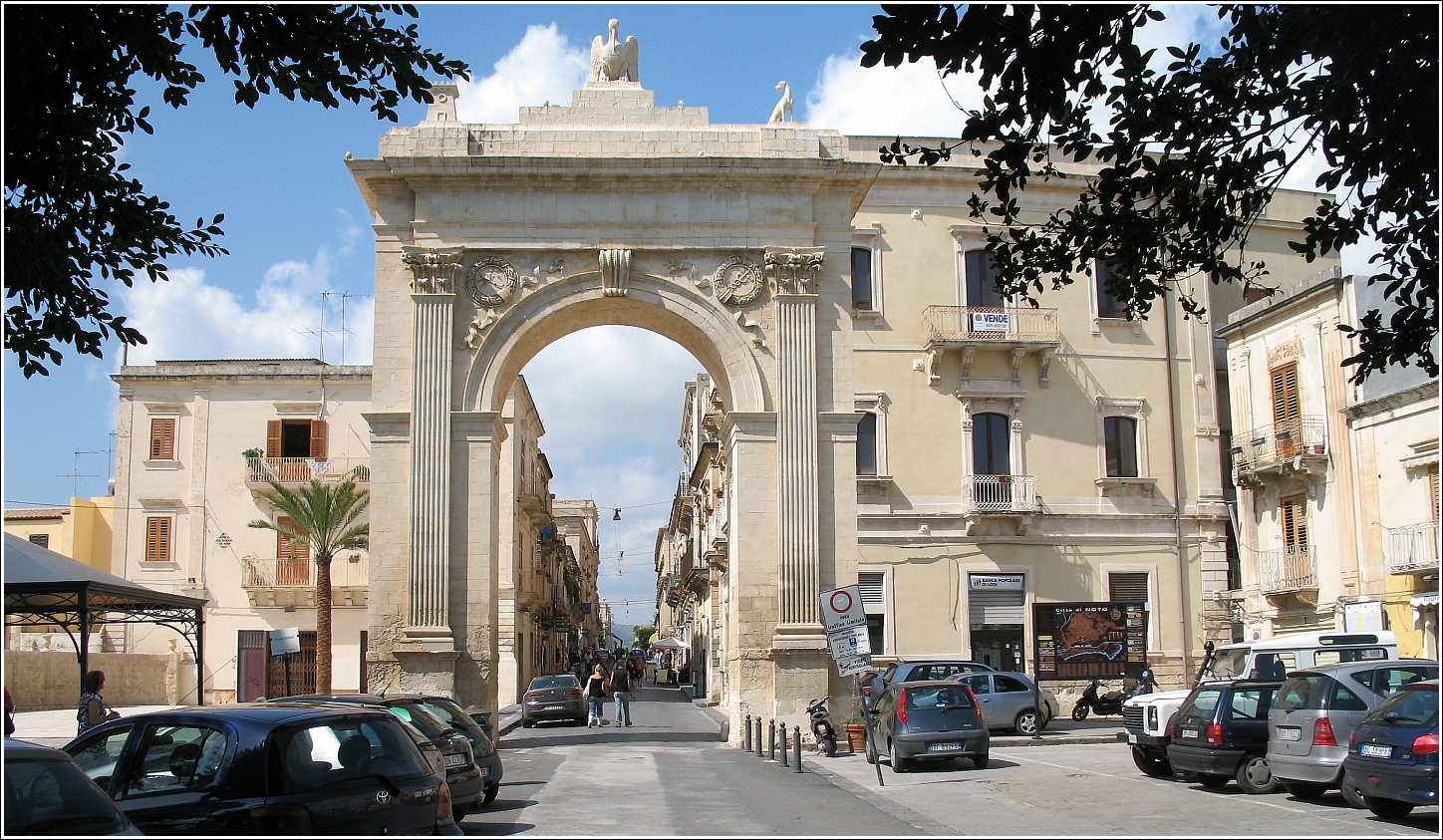
Porta Reale

Etwa 8 km nordwestlich der heutigen Stadt liegt das antike Neton (lateinisch Netum, heute Noto Antica oder Noto Vecchia genannt), das, von den  Sikelern gegründet, schon früh in den Machtbereich von Syrakus geriet. Ab 263 v. Chr. wurde die Stadt offiziell von Hieron II. beherrscht, später kam sie als civitas foederata unter römische Herrschaft. Ausgrabungen brachten die sikelische Nekropole, hellenistische Gräber und Katakomben zum Vorschein.
Unter den Arabern (ab 862) erlangte Noto im Mittelalter überregionale Bedeutung und war bis 1091 die letzte muslimische Bastion in Italien.
Die heutige Stadt entstand ab 1703 südöstlich von Noto Antica, das beim Erdbeben auf Sizilien 1693 komplett zerstört worden war. Daraufhin wurde Noto planmäßig und einheitlich im Stil des sizilianischen Barocks neu aufgebaut. Stadtbaumeister war Rosario Gagliardi. Auch der Architekt Vincenzo Sinatra trug mit seinen Bauten zum heutigen Stadtbild bei.

## Stadtbild und Bauwerke

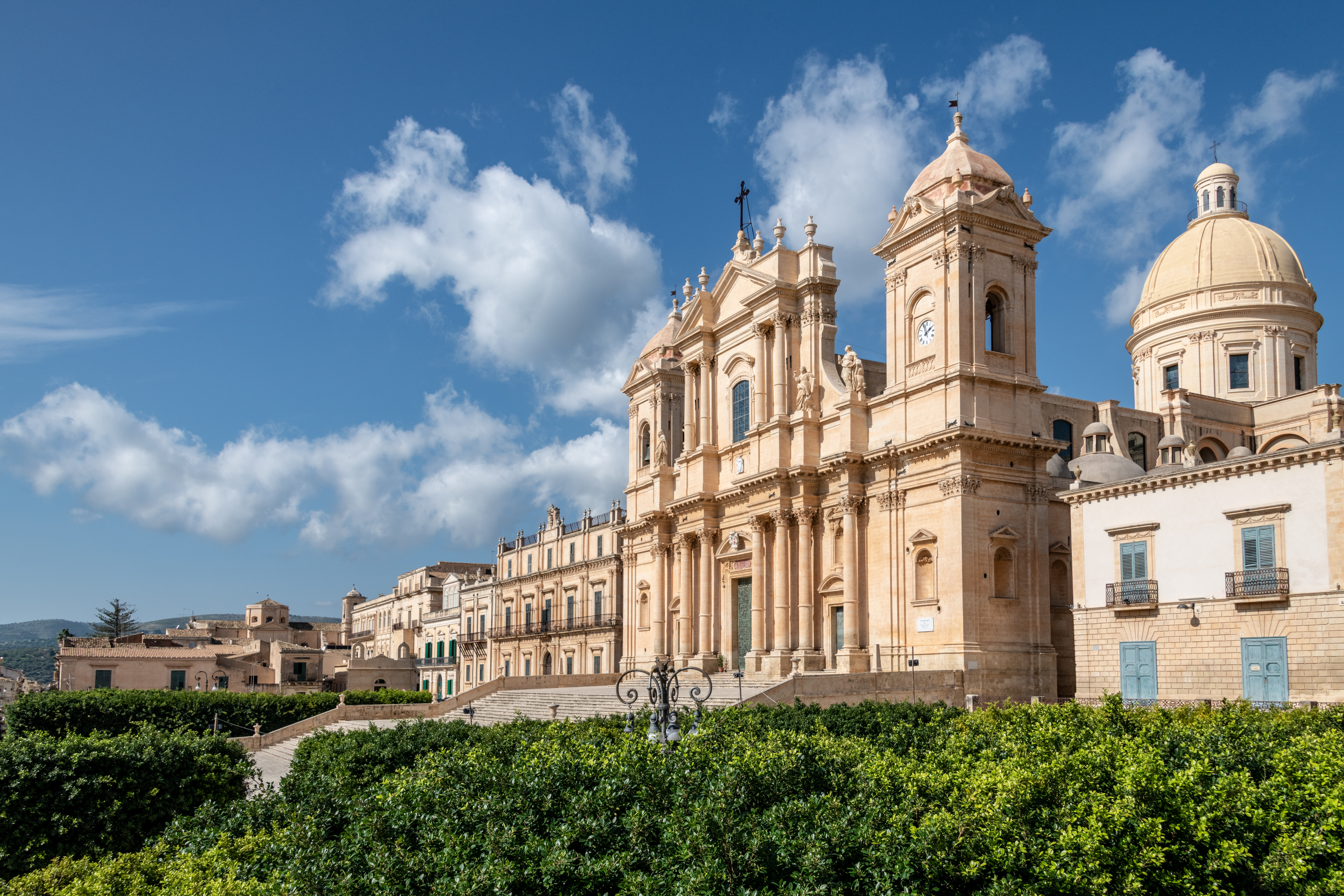
San Nicolò, die Kathedrale von Noto

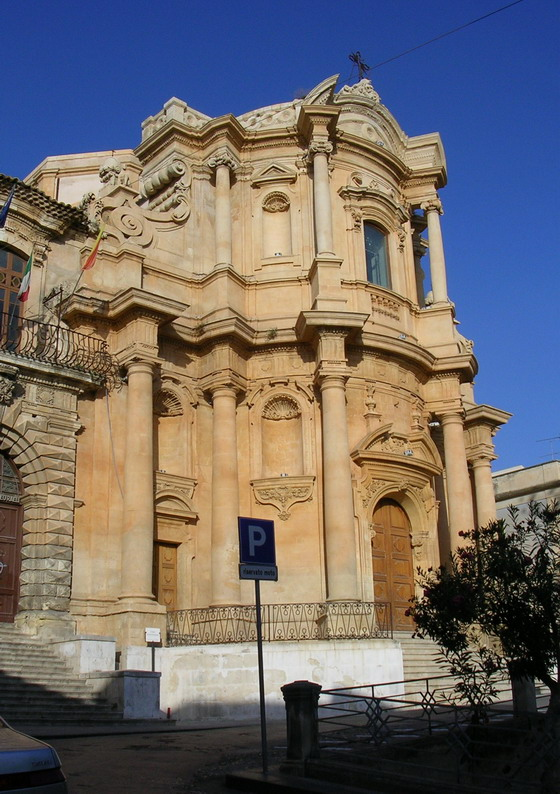
Chiesa di San Domenico

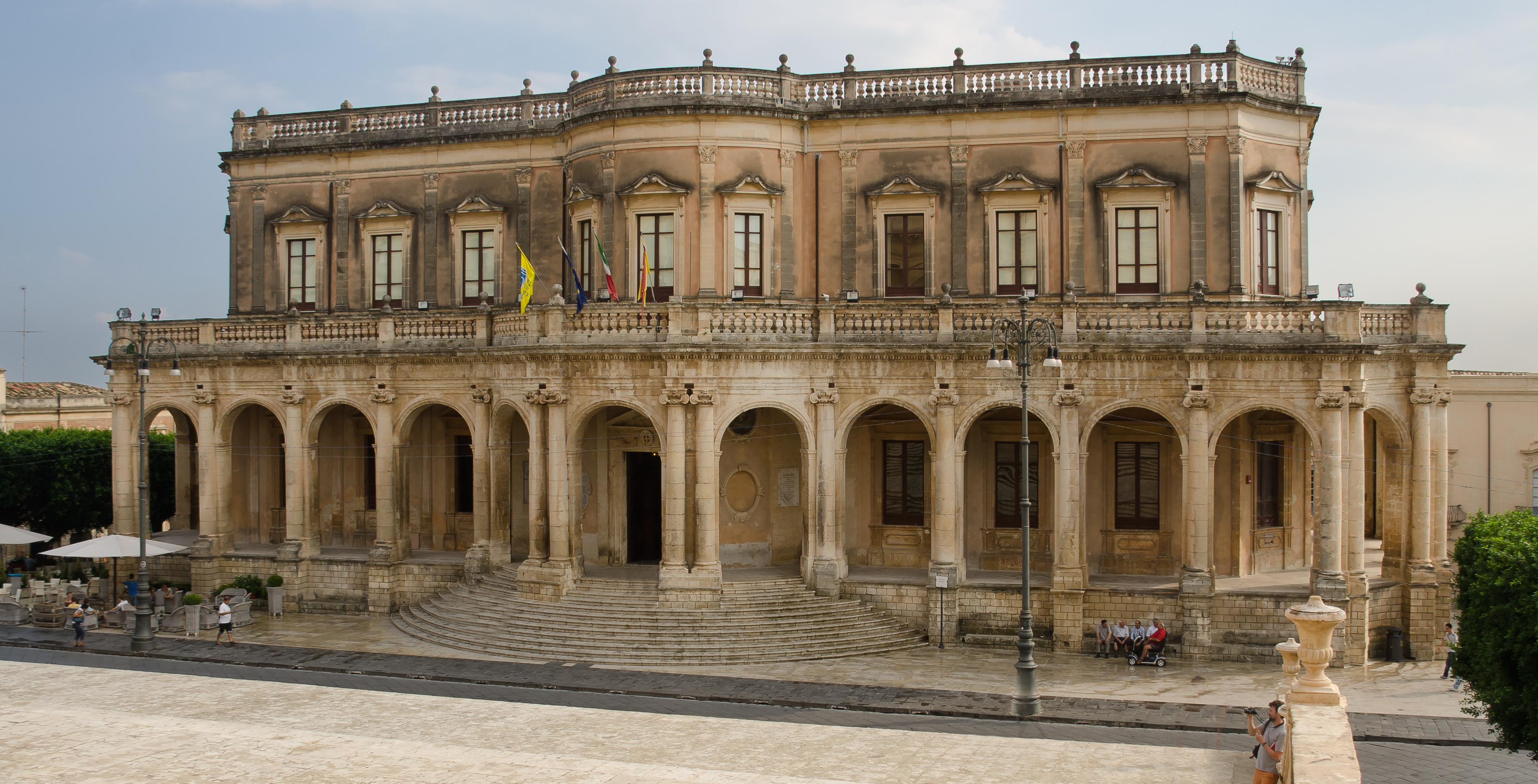
Palazzo Ducezio, das Rathaus von Noto

Beim Aufbau der neuen Stadt wurde ein rechtwinkliges Straßenraster zugrunde gelegt. Bevorzugtes Baumaterial für Kirchen und Paläste war heller Kalktuff aus der Umgebung.
Noto zählt zu den sizilianischen Barockstädten. Sie ist eine der 2002 von der UNESCO zum Weltkulturerbe erklärten spätbarocken Städte des Val di Noto.

### Kirchen
- San Nicolò, der Dom von Noto
- Santa Chiara mit einer Madonna von Antonello Gagini
- San Francesco all’Immacolata dei Fratiminori, auch Chiesa dell’Immacolata, von Rosario Gagliardi mit dem ehemaligen Franziskanerkloster
- Chiesa di San Domenico, erbaut ab 1737 von Rosario Gagliardi
- Montevergine (auch Chiesa di San Girolamo) von Vincenzo Sinatra, die hochbarocke Fassade beherrscht die Via Corrado Nicolaci, deren oberen Abschluss sie bildet
- Danto Crocifisso, erbaut ab 1715, mit einer Madonna von Francesco Laurana
- Sant’Agata, erbaut ab 1710 von Rosario Gagliardi

### Weitere Bauwerke
- Palazzo Ducezio, heute das Rathaus, von Vincenzo Sinatra ab 1746 erbaut
- Palazzo Nicolaci (auch Palazzo Villadorata), heute Sitz der Stadtbibliothek
- Museo Civico, das städtische Museum mit Fundstücken aus der Umgebung, Statuen von Gian Domenico Gagini sowie einer Sammlung moderner Kunst

### Umgebung
- Noto Antica, die Ruinen der bei dem Erdbeben 1693 zerstörten alten Stadt Noto
- San Corrado di Fuori, ein dem Schutzpatron von Noto geweihter Wallfahrtsort
- Villa Romana del Tellaro, eine römische Villa aus dem 4. Jahrhundert mit wertvollen Mosaiken
- Eloro, eine antike Siedlung an der Küste südöstlich von Noto
- Riserva Naturale Oasi faunistica di Vendicari, ein Naturreservat südlich von Noto
- Im Gemeindegebiet liegen Teile vom Schutzgebiet Pantani della Sicilia sud orientale

## Partnerschaft
- Pontremoli in der Toskana, Italien

## Söhne und Töchter der Stadt
- Giovanni Aurispa (1376–1459), Humanist
- Rocco Pirri (1577–1651), Historiker
- Francesco Paolo Labisi (1720–1798), Architekt des Barock
- Vincenzo Sinatra (1720–1765), Architekt des Barock
- Mariannina Coffa (1841–1878), Dichterin, mit einem Denkmal geehrt
- Pierantonio Tasca (1858–1934), Komponist
- Anna Maria Ciccone (1891–1965), Mathematikerin, Physikerin und Hochschullehrerin